# 2005-ös úszó-világbajnokság
A 2005-ös úszó-világbajnokságot július 16. és július 31. között Kanadában rendezték, Montréal városában. A programban 62 versenyszám szerepelt, összesen 144 ország 1784 versenyzője vett részt a világbajnokságon.

## A helyszín kiválasztása
A FINA 2001 júliusában a fukuokai világbajnokság alatt választotta ki a rendezővárost.
| Montréal       | Kanada                    | 8 | 9 | 11 |
| Long Beach     | Amerikai Egyesült Államok | 5 | 8 | 10 |
| Rio de Janeiro | Brazília                  | 5 | 4 | –  |
| Melbourne      | Ausztrália                | 3 | – | –  |

## Magyar versenyzők eredményei
Magyarország a világbajnokságon 36 sportolóval képviseltette magát, akik összesen 2 arany- 2 ezüst- és 1 bronzérmet nyertek.

### Érmesek
| Érem      | Versenyző | Versenyszám | Versenyszám                | Dátum      |
| --------- | --- | ----------- | -------------------------- | ---------- |
| Aranyérem | Cseh László | úszás       | férfi 400 m-es vegyesúszás | július 31. |
| Aranyérem | Magyar női vízilabda-válogatott Horváth Patrícia Serfőző Krisztina Kisteleki Dóra Stieber Mercédesz Tomaskovics Eszter Pelle Anikó Drávucz Rita Zantleitner Krisztina Valkai Ágnes Brávik Fruzsina Benkő Tímea Takács Orsolya Tóth I. Andrea | vízilabda   | női                        | július 29. |
| Ezüstérem | Cseh László | úszás       | férfi 200 m-es vegyesúszás | július 28. |
| Ezüstérem | Magyar férfi vízilabda-válogatott Szécsi Zoltán Madaras Norbert Kásás Tamás Vári Attila Kiss Gergely Molnár Tamás Biros Péter Fodor Rajmund Kiss Csaba Steinmetz Ádám Szivós Márton Varga Dániel Gergely István                              | vízilabda   | férfi                      | július 30. |
| Bronzérem | Cseh László | úszás       | férfi 100 m-es hátúszás    | július 26. |

## Éremtáblázat
Jelmagyarázat:
| Kanada (rendező ország) | Magyarország |

| Helyezés | Nemzet                    | Arany | Ezüst | Bronz | Összesen |
| 1        | Amerikai Egyesült Államok | 17    | 15    | 7     | 39       |
| 2        | Ausztrália                | 13    | 8     | 4     | 25       |
| 3        | Kína                      | 5     | 5     | 7     | 17       |
| 4        | Oroszország               | 5     | 3     | 2     | 10       |
| 5        | Kanada                    | 3     | 4     | 3     | 10       |
| 6        | Franciaország             | 3     | 1     | 1     | 5        |
| 7        | Németország               | 2     | 7     | 4     | 13       |
| 8        | Magyarország              | 2     | 2     | 1     | 5        |
| 9        | Zimbabwe                  | 2     | 2     | 0     | 4        |
| 10       | Dél-afrikai Köztársaság   | 2     | 1     | 2     | 5        |
| 11       | Hollandia                 | 2     | 1     | 1     | 4        |
| 12       | Lengyelország             | 2     | 0     | 2     | 4        |
| 13       | Olaszország               | 1     | 3     | 3     | 7        |
| 14       | Spanyolország             | 1     | 1     | 3     | 5        |
| 15       | Görögország               | 1     | 0     | 1     | 2        |
| 16       | Szerbia és Montenegró     | 1     | 0     | 0     | 1        |
| 17       | Japán                     | 0     | 5     | 7     | 12       |
| 18       | Svédország                | 0     | 1     | 2     | 3        |
| 19       | Ausztria                  | 0     | 1     | 1     | 2        |
| 20       | Horvátország              | 0     | 1     | 0     | 1        |
| 20       | Kuba                      | 0     | 1     | 0     | 1        |
| 20       | Svájc                     | 0     | 1     | 0     | 1        |
| 23       | Egyesült Királyság        | 0     | 0     | 4     | 4        |
| 24       | Ukrajna                   | 0     | 0     | 3     | 3        |
| 25       | Bulgária                  | 0     | 0     | 2     | 2        |
| 25       | Tunézia                   | 0     | 0     | 2     | 2        |
| Összesen | Összesen                  | 62    | 63    | 62    | 187      |

- A női 100 m-es gyorsúszásban 2 ezüstérmet osztottak ki, bronzérmes nem volt.
- A női 200 m-es gyorsúszásban 2 bronzérmet osztottak ki.

## Eredmények

### Úszás
- WR – világrekord (World Record)
- CR – világbajnoki rekord (világbajnokságokon elért eddigi legjobb eredmény) (Championship Record)

#### Férfi
| Versenyszám               | Arany                                                                             | Arany      | Ezüst                                                                                      | Ezüst    | Bronz                                                                           | Bronz    |
| ------------------------- | --------------------------------------------------------------------------------- | ---------- | ------------------------------------------------------------------------------------------ | -------- | ------------------------------------------------------------------------------- | -------- |
| 50 m-es gyorsúszás        | Roland Schoeman · Dél-afrikai Köztársaság                                         | 21,69 CR   | Duje Draganja · Horvátország                                                               | 21,89    | Bartosz Kizierowski · Lengyelország                                             | 21,94    |
| 100 m-es gyorsúszás       | Filippo Magnini · Olaszország                                                     | 48,12 CR   | Roland Schoeman · Dél-afrikai Köztársaság                                                  | 48,28    | Ryk Neethling · Dél-afrikai Köztársaság                                         | 48,34    |
| 200 m-es gyorsúszás       | Michael Phelps · Egyesült Államok                                                 | 1:45,20    | Grant Hackett · Ausztrália                                                                 | 1:46,14  | Ryk Neethling · Dél-afrikai Köztársaság                                         | 1:46,63  |
| 400 m-es gyorsúszás       | Grant Hackett · Ausztrália                                                        | 3:42,91    | Jurij Prilukov · Oroszország                                                               | 3:44,44  | Uszáma el-Mellúli · Tunézia                                                     | 3:46,08  |
| 800 m-es gyorsúszás       | Grant Hackett · Ausztrália                                                        | 7:38,65 WR | Larsen Jensen · Egyesült Államok                                                           | 7:45,63  | Jurij Prilukov · Oroszország                                                    | 7:46,64  |
| 1500 m-es gyorsúszás      | Grant Hackett · Ausztrália                                                        | 14:42,58   | Larsen Jensen · Egyesült Államok                                                           | 14:47,58 | David Davies · Egyesült Királyság                                               | 14:48,11 |
|                           |                                                                                   |            |                                                                                            |          |                                                                                 |          |
| 50 m-es hátúszás          | Aristeidis Grigoriadis · Görögország                                              | 24,95      | Matt Welsh · Ausztrália                                                                    | 24,99    | Liam Tancock · Egyesült Királyság                                               | 25,02    |
| 100 m-es hátúszás         | Aaron Peirsol · Egyesült Államok                                                  | 53,62      | Randall Bal · Egyesült Államok                                                             | 54,02    | Cseh László · Magyarország                                                      | 54,27    |
| 200 m-es hátúszás         | Aaron Peirsol · Egyesült Államok                                                  | 1:54,66 WR | Markus Rogan · Ausztria                                                                    | 1:56,63  | Ryan Lochte · Egyesült Államok                                                  | 1:57,00  |
|                           |                                                                                   |            |                                                                                            |          |                                                                                 |          |
| 50 m-es mellúszás         | Mark Warnecke · Németország                                                       | 27,63      | Mark Gangloff · Egyesült Államok                                                           | 27,71    | Kitadzsima Kószuke · Japán                                                      | 27,78    |
| 100 m-es mellúszás        | Brendan Hansen · Egyesült Államok                                                 | 59,37 CR   | Kitadzsima Kószuke · Japán                                                                 | 59,53    | Hugues Duboscq · Franciaország                                                  | 1:00,20  |
| 200 m-es mellúszás        | Brendan Hansen · Egyesült Államok                                                 | 2:09,85    | Mike Brown · Kanada                                                                        | 2:11,22  | Imamura Genki · Japán                                                           | 2:11,54  |
|                           |                                                                                   |            |                                                                                            |          |                                                                                 |          |
| 50 m-es pillangóúszás     | Roland Schoeman · Dél-afrikai Köztársaság                                         | 22,96 WR   | Ian Crocker · Egyesült Államok                                                             | 23,12    | Szergej Breus · Ukrajna                                                         | 23,38    |
| 100 m-es pillangóúszás    | Ian Crocker · Egyesült Államok                                                    | 50,40 WR   | Michael Phelps · Egyesült Államok                                                          | 51,65    | Andrej Szerdinov · Ukrajna                                                      | 52,08    |
| 200 m-es pillangóúszás    | Pawel Korzeniowski · Lengyelország                                                | 1:55,02    | Macuda Takesi · Japán                                                                      | 1:55,62  | Vu Peng · Kína                                                                  | 1:56,50  |
|                           |                                                                                   |            |                                                                                            |          |                                                                                 |          |
| 200 m-es vegyesúszás      | Michael Phelps · Egyesült Államok                                                 | 1:56,68    | Cseh László · Magyarország                                                                 | 1:57,61  | Ryan Lochte · Egyesült Államok                                                  | 1:57,79  |
| 400 m-es vegyesúszás      | Cseh László · Magyarország                                                        | 4:09,63    | Luca Marin · Olaszország                                                                   | 4:11,67  | Uszáma el-Mellúli · Tunézia                                                     | 4:13,47  |
|                           |                                                                                   |            |                                                                                            |          |                                                                                 |          |
| 4 × 100 m-es gyorsváltó   | Egyesült Államok · Michael Phelps · Neil Walker · Nate Dusing · Jason Lezak       | 3:13,77 CR | Kanada · Yannick Lupien · Rick Say · Mike Mintenko · Brent Hayden                          | 3:16,44  | Ausztrália · Michael Klim · Andrew Mewing · Leith Brodie · Patrick Murphy       | 3:17,56  |
| 4 × 200 m-es gyorsváltó   | Egyesült Államok · Michael Phelps · Ryan Lochte · Peter Vanderkaay · Klete Keller | 7:06,58    | Kanada · Brent Hayden · Colin Russell · Rick Say · Andrew Hurd                             | 7:09,73  | Ausztrália · Nicholas Sprenger · Patrick Murphy · Andrew Mewing · Grant Hackett | 7:10,59  |
| 4 × 100 m-es vegyes váltó | Egyesült Államok · Aaron Peirsol · Brendan Hansen · Ian Crocker · Jason Lezak     | 3:31,85    | Oroszország · Arkadij Vijacsianin · Dmitrij Komornyikov · Igor Marcsenko · Andrej Kapralov | 3:35,08  | Japán · Morita Tomomi · Kitadzsima Kószuke · Takajaszu Rjó · Hoszokava Daiszuke | 3:35,40  |

#### Női
| Versenyszám               | Arany                                                                              | Arany      | Ezüst                                                                               | Ezüst    | Bronz                                                                               | Bronz    |
| ------------------------- | ---------------------------------------------------------------------------------- | ---------- | ----------------------------------------------------------------------------------- | -------- | ----------------------------------------------------------------------------------- | -------- |
| 50 m-es gyorsúszás        | Libby Lenton · Ausztrália                                                          | 24,59      | Marleen Veldhuis · Hollandia                                                        | 24,83    | Zs Jingven · Kína                                                                   | 24,91    |
| 100 m-es gyorsúszás       | Jodie Henry · Ausztrália                                                           | 54,18      | Malia Metella · Franciaország · Natalie Coughlin · Egyesült Államok                 | 54,74    | nem adták ki                                                                        |          |
| 200 m-es gyorsúszás       | Solenne Figuès · Franciaország                                                     | 1:58,60    | Federica Pellegrini · Olaszország                                                   | 1:58,73  | Josefin Lillhage · Svédország · Jang Ju · Kína                                      | 1:59,08  |
| 400 m-es gyorsúszás       | Laure Manaudou · Franciaország                                                     | 4:06,44    | Sibata Ai · Japán                                                                   | 4:06,74  | Caitlin McClatchey · Egyesült Királyság                                             | 4:07,25  |
| 800 m-es gyorsúszás       | Kate Ziegler · Egyesült Államok                                                    | 8:25,31    | Brittany Reimer · Kanada                                                            | 8:27,59  | Sibata Ai · Japán                                                                   | 8:27,86  |
| 1500 m-es gyorsúszás      | Kate Ziegler · Egyesült Államok                                                    | 16:00,41   | Flavia Rigamonti · Svájc                                                            | 16:04:34 | Brittany Reimer · Kanada                                                            | 16:07,73 |
|                           |                                                                                    |            |                                                                                     |          |                                                                                     |          |
| 50 m-es hátúszás          | Giaan Rooney · Ausztrália                                                          | 28,63      | GAO Chang · Kína                                                                    | 28,69    | Antje Buschschulte · Németország                                                    | 28,72    |
| 100 m-es hátúszás         | Kirsty Coventry · Zimbabwe                                                         | 1:00,24    | Antje Buschschulte · Németország                                                    | 1:00,84  | Natalie Coughlin · Egyesült Államok                                                 | 1:00,88  |
| 200 m-es hátúszás         | Kirsty Coventry · Zimbabwe                                                         | 2:08,52    | Margaret Hoelzer · Egyesült Államok                                                 | 2:09,94  | Nakamura Reiko · Japán                                                              | 2:10,41  |
|                           |                                                                                    |            |                                                                                     |          |                                                                                     |          |
| 50 m-es mellúszás         | Jade Edmistone · Ausztrália                                                        | 30,45 WR   | Jessica Hardy · Egyesült Államok                                                    | 30,85    | Brooke Hanson · Ausztrália                                                          | 30,89    |
| 100 m-es mellúszás        | Leisel Jones · Ausztrália                                                          | 1:06,25    | Jessica Hardy · Egyesült Államok                                                    | 1:06,62  | Tara Kirk · Egyesült Államok                                                        | 1:07,43  |
| 200 m-es mellúszás        | Leisel Jones · Ausztrália                                                          | 2:21,72 WR | Anne Poleska · Németország                                                          | 2:25,84  | Mirna Jukić · Ausztria                                                              | 2:27,11  |
|                           |                                                                                    |            |                                                                                     |          |                                                                                     |          |
| 50 m-es pillangóúszás     | Danni Miatke · Ausztrália                                                          | 26,11      | Anna-Karin Kammerling · Svédország                                                  | 26,36    | Therese Alshammar · Svédország                                                      | 26,39    |
| 100 m-es pillangóúszás    | Jessicah Schipper · Ausztrália                                                     | 57,23 CR   | Libby Lenton · Ausztrália                                                           | 57,37    | Otylia Jędrzejczak · Lengyelország                                                  | 58,57    |
| 200 m-es pillangóúszás    | Otylia Jędrzejczak · Lengyelország                                                 | 2:05,61 WR | Jessicah Schipper · Ausztrália                                                      | 2:05,65  | Nakanisi Júko · Japán                                                               | 2:09,40  |
|                           |                                                                                    |            |                                                                                     |          |                                                                                     |          |
| 200 m-es vegyesúszás      | Katie Hoff · Egyesült Államok                                                      | 2:10,41 CR | Kirsty Coventry · Zimbabwe                                                          | 2:11,13  | Lara Carroll · Ausztrália                                                           | 2:13,32  |
| 400 m-es vegyesúszás      | Katie Hoff · Egyesült Államok                                                      | 4:36,07 CR | Kirsty Coventry · Zimbabwe                                                          | 4:39,72  | Kaitlin Sandeno · Egyesült Államok                                                  | 4:40,85  |
|                           |                                                                                    |            |                                                                                     |          |                                                                                     |          |
| 4 × 100 m-es gyorsváltó   | Ausztrália · Jodie Henry · Alice Mills · Shayne Reese · Libby Lenton               | 3:37,32 CR | Németország · Petra Dallmann · Antje Buschschulte · Annika Liebs · Daniela Gotz     | 3:38,24  | Egyesült Államok · Natalie Coughlin · Kara Lynn Joyce · Lacey Nymeyer · Amanda Weir | 3:38,31  |
| 4 × 200 m-es gyorsváltó   | Egyesült Államok · Natalie Coughlin · Katie Hoff · Whitney Myers · Kaitlin Sandeno | 7:53,70 CR | Ausztrália · Libby Lenton · Shayne Reese · Bronte Barratt · Linda Mackenzie         | 7:54,06  | Kína · Zsu Jingven · Pang Jiajing · Zsuo Jafej · Jang Ju                            | 7:57,29  |
| 4 × 100 m-es vegyes váltó | Ausztrália · Sophie Edington · Leisel Jones · Jessicah Schipper · Libby Lenton     | 3:57,47 CR | Egyesült Államok · Natalie Coughlin · Jessica Hardy · Rachel Komisarz · Amanda Weir | 3:59,92  | Németország · Antje Buschschulte · Sarah Poewe · Annika Mehlhorn · Daniela Gotz     | 4:02,51  |

### Hosszútávúszás

#### Férfi
| Versenyszám             | Arany                            | Arany     | Ezüst                            | Ezüst     | Bronz                       | Bronz     |
| ----------------------- | -------------------------------- | --------- | -------------------------------- | --------- | --------------------------- | --------- |
| 5 km-es hosszútávúszás  | Thomas Lurz · Németország        | 51:17,2   | Chip Peterson · Egyesült Államok | 51:18,8   | Simone Ercoli · Olaszország | 51:18,9   |
| 10 km-es hosszútávúszás | Chip Peterson · Egyesült Államok | 1:46:38,1 | Thomas Lurz · Németország        | 1:46:45,2 | Petar Stojcsev · Bulgária   | 1:46:50,4 |
| 25 km-es hosszútávúszás | David Meca · Spanyolország       | 5:00:21,4 | Brendan Capell · Ausztrália      | 5:00:23,6 | Petar Sztojcsev · Bulgária  | 5:00:28,4 |

#### Női
| Versenyszám             | Arany                           | Arany     | Ezüst                          | Ezüst     | Bronz                        | Bronz     |
| ----------------------- | ------------------------------- | --------- | ------------------------------ | --------- | ---------------------------- | --------- |
| 5 km-es hosszútávúszás  | Larissza Ilcsenko · Oroszország | 55:40,1   | Margy Keefe · Egyesült Államok | 55:44,3   | Edith van Dijk · Hollandia   | 55:46,6   |
| 10 km-es hosszútávúszás | Edith van Dijk · Hollandia      | 1:56:00,5 | Frederica Vitale · Olaszország | 1:56:02,5 | Britta Kamrau · Németország  | 1:56:04,0 |
| 25 km-es hosszútávúszás | Edith van Dijk · Hollandia      | 5:25:06,6 | Britta Kamrau · Németország    | 5:25:06,9 | Laura la Piana · Olaszország | 5:25:11,5 |

### Műugrás

#### Férfi
| Versenyszám           | Arany                                           | Arany     | Ezüst                                            | Ezüst  | Bronz                                               | Bronz  |
| --------------------- | ----------------------------------------------- | --------- | ------------------------------------------------ | ------ | --------------------------------------------------- | ------ |
| 1 m-es műugrás        | Alexandre Despatie · Kanada                     | 489,69    | Xu Xiang · Kína                                  | 445,68 | Vang Feng · Kína                                    | 445,56 |
| 3 m-es műugrás        | Alexandre Despatie · Kanada                     | 813,60 WR | Troy Dumais · Egyesült Államok                   | 752,76 | He Chong · Kína                                     | 730,77 |
| 10 m-es toronyugrás   | Hu Csia · Kína                                  | 698,01    | José Guerra · Kuba                               | 691,14 | Gleb Galperin · Oroszország                         | 656,19 |
| 3 m-es szinkronugrás  | Kína · He Chong · Vang Feng                     | 384,42    | Németország · Tobias Schellenberg · Andreas Wels | 364,59 | Egyesült Államok · Justin Dumais · Troy Dumais      | 360,27 |
| 10 m-es szinkronugrás | Oroszország · Dmitrij Dobroskok · Gleb Galperin | 392,88    | Kína · Yang Jinghui · Hu Csia                    | 374,79 | Egyesült Királyság · Peter Waterfield · Leon Taylor | 367,95 |

#### Női
| Versenyszám           | Arany                                  | Arany  | Ezüst                                          | Ezüst  | Bronz                                        | Bronz  |
| --------------------- | -------------------------------------- | ------ | ---------------------------------------------- | ------ | -------------------------------------------- | ------ |
| 1 m-es műugrás        | Blythe Hartley · Kanada                | 325,65 | Wu Minxia · Kína                               | 299,70 | Heike Fischer · Németország                  | 299,46 |
| 3 m-es műugrás        | Jingjing Guo · Kína                    | 645,54 | Minxia Wu · Kína                               | 619,05 | Tania Cagnotto · Olaszország                 | 591,27 |
| 10 m-es toronyugrás   | Laura Ann Wilkinson · Egyesült Államok | 564,87 | Loudy Tourky · Ausztrália                      | 551,25 | Jia Tong · Kína                              | 550,98 |
| 3 m-es szinkronugrás  | Kína · Li Ting · Guo Jingjing          | 349,80 | Németország · Ditte Kotzian · Conny Schmalfuss | 319,05 | Ukrajna · Olena Fedorova · Kristina Iscsenko | 308,82 |
| 10 m-es szinkronugrás | Kína · Jia Tong · Yuan Peilin          | 351,60 | Ausztrália · Chantelle Newbery · Loudy Tourky  | 334,89 | Kanada · Meaghan Benfeito · Roseline Filion  | 328,80 |

### Szinkronúszás
| Versenyszám     | Arany                                                 | Arany  | Ezüst                                         | Ezüst  | Bronz                                | Bronz  |
| --------------- | ----------------------------------------------------- | ------ | --------------------------------------------- | ------ | ------------------------------------ | ------ |
| Egyéni          | Virginie Dedieu · Franciaország                       | 49,834 | Natalia Iscsenko · Oroszország                | 49,250 | Gemma Mengual · Spanyolország        | 49,167 |
| Páros           | Oroszország · Anastasia Davydova · Anastasia Ermakova | 99,667 | Spanyolország · Gemma Mengual · Paola Tirados | 98,167 | Japán · Harada Szaho · Szuzuki Emiko | 98,000 |
| Csapat          | Oroszország                                           | 99,334 | Japán                                         | 97,834 | Spanyolország                        | 97,750 |
| Kombinációs kűr | Oroszország                                           | 99,333 | Japán                                         | 97,833 | Spanyolország                        | 97,167 |

### Vízilabda
| Versenyszám             | Arany                 | Ezüst            | Bronz       |
| ----------------------- | --------------------- | ---------------- | ----------- |
| Férfi Döntő: július 30. | Szerbia és Montenegró | Magyarország     | Görögország |
| Női Döntő: július 29.   | Magyarország          | Egyesült Államok | Kanada      |